# Gillette (Wyoming)
Gillette es una ciudad en la sede del condado de Campbell, Wyoming, Estados Unidos. La población era 19.646 en el censo de 2000. Gillette es una pequeña ciudad situada a poca distancia al este del río Powder —un afluente del río Yellowstone que, a su vez, es afluente del Misuri—, en una zona con grandes cantidades de carbón, petróleo y gas de metano del lecho. La ciudad se apoda "La capital de la Energía de la Nación."

## Historia

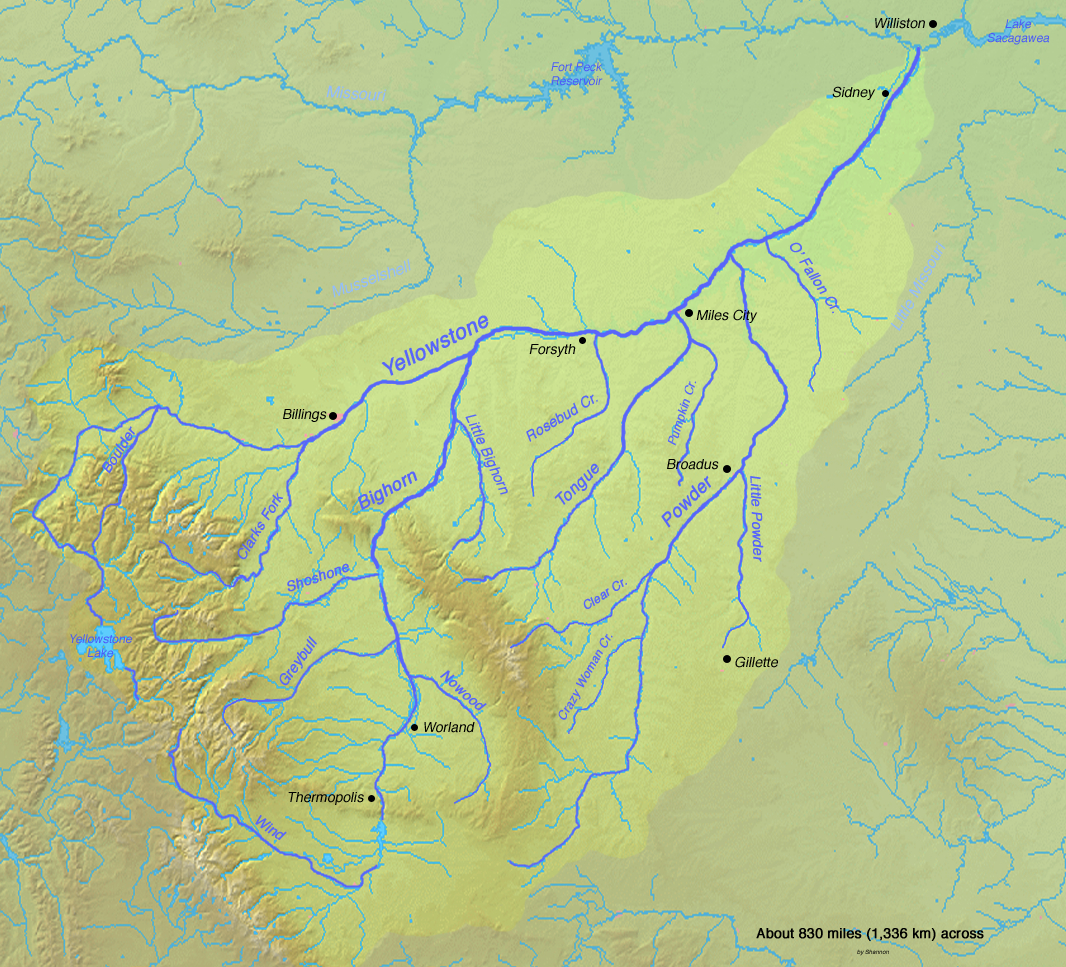
Ubicación de Gillete en un mapa de la cuenca del río Yellowstone

La región en la que Gillette se encuentra siempre había sido un coto de caza nativo de América y se convirtió formalmente en un "territorio indio" con la firma del "Tratado de los sioux y los Arapaho de 1868," también conocido como el Tratado de Fort Laramie de 1868. A partir de entonces , el lugar al norte del río Platte y el este de las cumbres de las montañas de Big Horn se considera territorio de los Indios.
 Bajo la presión de los mineros y colonos, el Gobierno norteamericano finalmente decidió que los nativos americanos necesitaban renunciar a las tierras en el noreste de Wyoming. Sin consultar a ninguna de las tribus, los estadounidenses emitierón una proclama el 31 de enero de 1876 que indicaba que todos los indios debían regresar a sus diversos organismos, ni ser objeto de una acción militar. Tres ejércitos fueron enviados a la región durante el verano de 1876 entre ellos uno dirigido por George Custer. Ese otoño, una comisión de paz del Gobierno visitó los sioux y obtuvo las marcas de algunos de los jefes en un documento oficial cediendo las Colinas de Negro y las tierras al oeste de ellos.
Gillette se incorporó el 6 de enero de 1892, menos de dos años después de la estadidad de Wyoming. La ciudad fue nombrada en honor de Edward Gillette, un topógrafo e ingeniero civil.

## Demografía
Según el censo del 2000, había 19.646 personas, 7.390 hogares y 5.113 familias residentes en la ciudad. La densidad de población era de 567.3/km ². La composición racial de la ciudad era:
- 95.50% Blancos
- 0.20% Afroamericanos
- 0.96% Americanos nativos
- 0.10% Isleños del pacíficos
- 1.31% De otras razas
- 1,51% De dos o más razas
- 3,94% Hispanos o latinos

Había 7.390 casas, de las cuales el 41.2% tenían niños menores de 18 años, el 53,4% serán parejas casadas que vivían juntas, un 10.8% tenían un cabeza de familia femeninasin presencia del marido y otro 30.8% eran no-familias. El 4.9% tenían a alguna persona anciana de 65 años de edad o más.
En la ciudad separación la poblacional era con un 30.2% menores de 18 años, el 10,7% entre 18 y 24 años, el 31.7% de 25 a 44, un 21.4% de 45 a 64, y el 6,1% con 65 años de edad o más. La edad media fue de 32 años. Para cada 100 hembras había 103.2 varones. Por cada 100 mujeres mayores de 18 años, había 101.6 varones. 
La renta mediana para una casa en la ciudad era 46.521 dólares, y la renta mediana para una familia era de 52.383 dólares. Los varones tenían una renta mediana de $ 41.131 contra $ 22.717 para las hembras. El ingreso per cápita para la ciudad era 19.749 dólares. Cerca de 5.7% de las familias y el 7,9% de la población estaba por debajo de la línea de pobreza, incluyendo al 6.2% de los menores de 18 años y el 14,1% de las personas mayores de 65 años. 

## Geografía y clima
Gillette está localizada en las coordenadas 44°16′58″N 105°30′19″O / 44.28278, -105.50528. Se encuentra entre las montañas Bighorn al oeste y los Black Hills al este.
Según el United States Census Bureau, la ciudad tiene un área total de 34,7 km ², de los cuales, 34,6 km ² de ellos son tierra y 0,1 km ² es agua.
Según la clasificación de Köppen Gillette tiene un clima semiárido o estepario
| Parámetros climáticos promedio de Gillette | Parámetros climáticos promedio de Gillette | Parámetros climáticos promedio de Gillette | Parámetros climáticos promedio de Gillette | Parámetros climáticos promedio de Gillette | Parámetros climáticos promedio de Gillette | Parámetros climáticos promedio de Gillette | Parámetros climáticos promedio de Gillette | Parámetros climáticos promedio de Gillette | Parámetros climáticos promedio de Gillette | Parámetros climáticos promedio de Gillette | Parámetros climáticos promedio de Gillette | Parámetros climáticos promedio de Gillette | Parámetros climáticos promedio de Gillette |
| Mes                                        | Ene.                                       | Feb.                                       | Mar.                                       | Abr.                                       | May.                                       | Jun.                                       | Jul.                                       | Ago.                                       | Sep.                                       | Oct.                                       | Nov.                                       | Dic.                                       | Anual                                      |
| ------------------------------------------ | ------------------------------------------ | ------------------------------------------ | ------------------------------------------ | ------------------------------------------ | ------------------------------------------ | ------------------------------------------ | ------------------------------------------ | ------------------------------------------ | ------------------------------------------ | ------------------------------------------ | ------------------------------------------ | ------------------------------------------ | ------------------------------------------ |
| Temp. máx. media (°C)                      | -0.6                                       | 2.8                                        | 7.2                                        | 12.8                                       | 17.8                                       | 24.4                                       | 29.4                                       | 28.3                                       | 22.2                                       | 15                                         | 5.6                                        | 0.6                                        | 13.9                                       |
| Temp. mín. media (°C)                      | -12.2                                      | -9.4                                       | -6.1                                       | -1.7                                       | 3.3                                        | 8.9                                        | 12.2                                       | 11.7                                       | 6.1                                        | 0                                          | -6.7                                       | -11.1                                      | -0.6                                       |
| Precipitación total (mm)                   | 14.2                                       | 13.7                                       | 25.4                                       | 50                                         | 74.9                                       | 67.1                                       | 45.2                                       | 33.8                                       | 36.3                                       | 14.5                                       | 17.4                                       | 17                                         | 410                                        |
| [cita requerida]                           |                                            |                                            |                                            |                                            |                                            |                                            |                                            |                                            |                                            |                                            |                                            |                                            |                                            |

## Medios de comunicación

### Periódico
Gillette tiene un periódico, el Gillette News-Record, publicado por Ann Kennedy Turner. Fundado en 1904, sirve a todo el condado de Campbell.

### Radio
Hay siete estaciones de radio. 1270 AM, KAML-FM 97.3 FM, 100.7 FM KGWY y KDDV-FM 101.5 FM. KGCC 99.9 FM y 106.1 FM KXXL son operadas por Keyhole Broadcasting. La KUWG 90.9 FM, es una estación de radio pública de Wyoming.

### Televisión
Cuatro estaciones de televisión están disponibles en Gillette: 
- KTVQ (CBS)
- KULR (NBC)
- KSWY (NBC)
- PBS K28CH: Es un traductor local para la KCWC-TV.